# Franco algerino
Il franco è stata la valuta dell'Algeria tra il 1848 ed il 1964. Era suddiviso in 100 centime.

## Storia
Il franco prese il posto del budju ("piastra") successivamente all'invasione da parte della Francia. Aveva lo stesso valore del franco francese e fu rivalutato assieme a questo nel 1960 con un tasso di 100 vecchi franchi = 1 nuovo franco per mantenere la parità. Questo nuovo franco fu sostituito alla pari dal  dinaro nel 1964.
Con l'impiego del franco, non vennero meno alcune denominazioni tradizionali di fatti adattate ai valori di quest'ultimo. Così si è continuato fino all'indipendenza a usare duro "scudo" per indicare i 5 franchi, riyal (dallo spagnolo real, originariamente = 8 muzuna cioè 1/4 di budju), per un valore di mezzo duro cioè 2,50 fr., nonché ṣurdi (dall'italiano soldi), per indicare le monetine da 5 centesimi.

## Monete
Ad eccezione delle monete da 20, 50 e 100 franchi emesse fra il 1949 e il 1956, l'Algeria ha sempre usato monete francesi. Esistevano anche gettoni coniati dalla locale Camera di commercio

## Banconote
A partire dal 1861, la Banque de l'Algérie, banca francese in Algeria, ebbe una propria emissione di valuta, per l'uso in Algeria.
La Banque d'Algérie introdusse le sue prime banconote nel 1861. Tagli da 5, 10, 50, 100, 500 e 1000 franchi furono introdotti fino al 1873, anche se la banconota da 10 franchi fu emessa solo nel 1871. Nel 1944 le banconote furono emesse a nome della Region Economique d'Algérie con tagli da  50 centime, 1 e 2 franchi. La Banque d'Algérie introdusse banconote da 10 000 franchi nel 1945 e da 5000 franchi nel 1946.
Nel 1949 iniziò ad emettere banconote con il nome di Banque d'Algérie et de la Tunisie, con tagli da 500, 1000, 5000 e 10 000 franchi. Su queste banconote furono sovrastampate le denominazioni di 5, 10, 50 e 100 nuovi franchi nel 1960. La Banque d'Algérie riprese la produzione delle banconote con l'introduzione del nuovo franco e produse un'ultima serie di banconote da 5, 10, 50 e 100 nuovi franchi fino al 1961.